# Politecnico
Un politecnico è un istituto di studi superiori, autonomo dal punto di vista amministrativo e didattico, le cui facoltà sono di ambito tecnologico, tipicamente ingegneria e architettura.
I politecnici sono diffusi in tutto il mondo ed assumono talvolta altre denominazioni; alcuni esempi di istituti in cui si fa ricerca e didattica sulle scienze applicate sono: technische universität (università tecnica) nei paesi di lingua tedesca, institute of technology (istituto di tecnologia) nei paesi anglosassoni, politechnika (politecnico) e uniwersytetu technicznego (università tecnica) in Polonia.
Gli atenei polacchi, ai sensi della Legge del 27 luglio 2005 sull'istruzione superiore, possono avvalersi della denominazione politechnika (politecnico) se le sue unità didattiche (dipartimenti, facoltà) conferiscono titoli accademici in almeno sei discipline, tra le quali almeno quattro afferenti alle scienze tecniche, oppure uniwersytetu technicznego (università tecnica) se le sue unità didattiche (dipartimenti, facoltà) conferiscono titoli accademici in almeno dieci discipline, tra le quali almeno sei afferenti alle scienze tecniche.
Alcuni atenei, sebbene soddisfino i requisiti per qualificarsi uniwersytetu technicznego (università tecnica), non utilizzano tale denominazione.
 Algeria
- École militaire polytechnique ad Algeri
- École nationale polytechnique ad Algeri
- École nationale polytechnique de Constantine
- École nationale polytechnique d'Oran

 Austria
- Università tecnica di Graz
- Università tecnica montana di Leoben
- Università tecnica di Vienna

 Belgio
- École polytechnique de Bruxelles
- École royale militaire a Bruxelles
- Università di Liegi
- École polytechnique de Louvain
- Università di Mons (Polytech Mons)

 Brasile
- Escola Politécnica da Universidade Federal da Bahia, scuola appartenente all'Università federale di Bahia
- Escola Politécnica de Pernambuco, scuola appartenente all'Universidade de Pernambuco
- Escola Politécnica da Universidade Federal do Rio de Janeiro, scuola appartenente all'Università federale di Rio de Janeiro
- Universidade do Vale do Rio dos Sinos a São Leopoldo
- Escola Politécnica da Universidade de São Paulo, scuola appartenente all'Universidade de São Paulo

 Camerun
- École nationale supérieure polytechnique de Maroua, scuola appartenente all'Università di Maroua
- École nationale supérieure polytechnique de Yaoundé

 Canada
- Politecnico di Montréal

 Cina
- Politecnico Nordoccidentale

 Croazia
- Politecnico di Zagabria

 Danimarca
- Università tecnica della Danimarca

 Finlandia
- Politecnico di Helsinki

 Francia
- École polytechnique universitaire de Savoie a Annecy
- Institut polytechnique LaSalle Beauvais a Beauvais e Mont-Saint-Aignan (Rouen)
- Institut polytechnique de Bordeaux
- Institut polytechnique Saint-Louis a Cergy
- École polytechnique universitaire de l'Université Clermont-Auvergne
- École polytechnique de l'université Grenoble-Alpes
- Institut polytechnique de Grenoble
- Institut polytechnique des sciences avancées a Ivry-sur-Seine e Tolosa
- École polytechnique universitaire de Lille
- École polytechnique universitaire de l'université Lyon-I
- Institut polytechnique de Lyon, appartenente all'Università cattolica di Lione
- École des Ponts ParisTech a Marne-la-Vallée
- École polytechnique universitaire de Marseille
- École polytechnique universitaire de Montpellier
- École polytechnique de l'université de Nantes
- École polytechnique de l'université de Nice
- École polytechnique de l'université d'Orléans
- École polytechnique universitaire de l'université Paris-XI a Orsay
- École polytechnique di Parigi
- Institut polytechnique de Paris
- École polytechnique universitaire de Sorbonne Université a Parigi
- EPF (ex-École polytechnique féminine) a Sceaux, Troyes e Montpellier
- Institut national polytechnique de Toulouse
- École polytechnique de l'université de Tours
- Institut national polytechnique de Lorraine a Vandœuvre-lès-Nancy (Nancy) e Metz, collegio appartenente all'Università della Lorena

 Germania
- Università tecnica di Amberg-Weiden
- Università HafenCity di Amburgo
- Università tecnica di Amburgo-Harburg
- Università tecnica di Aquisgrana
- Università tecnica di Berlino
- Università tecnica di Bingen
- Università di Scienze applicate Georg Agricola di Bochum
- Università tecnica di Brandeburgo
- Università tecnica di Braunschweig
- Università tecnica di Chemnitz
- Università tecnica montana di Clausthal
- Università tecnica di Colonia
- Università tecnica di Darmstadt
- Università di Scienze applicate di Deggendorf
- Università tecnica di Dortmund
- Università tecnica di Dresda
- Università tecnica montana di Freiberg
- Università di Hannover
- Università tecnica di Ilmenau
- Università tecnica di Ingolstadt
- Università tecnica di Kaiserslautern
- Karlsruher Institut für Technologie
- Università tecnica dell'Assia centrale-Mittelhessen
- Università di Scienze applicate di Monaco
- Università tecnica di Monaco
- Università tecnica di Norimberga Georg Simon Ohm
- Università tecnica di Regensburg
- Università di Stoccarda
- Università tecnica di Wildau
- Università di Scienze applicate di Würzburg-Schweinfurt

 Grecia
- Università tecnica nazionale di Atene

 Guinea
- Università Gamal Abdel Nasser di Conakry

 Italia
- Politecnico di Bari
- Politecnico di Milano
- Politecnico di Torino
- Università Politecnica delle Marche

 Lettonia
- Università tecnica di Riga

 Messico
- Instituto Politécnico Nacional

 Paesi Bassi
- Università tecnica di Delft

 Polonia
- Politecnico di Białystok
- Accademia tecnico-umanistica di Bielsko-Biała
- Politecnico di Breslavia
- Politecnico Tadeusz Kościuszko di Cracovia
- Università della scienza e della tecnologia di Cracovia
- Politecnico di Częstochowa
- Politecnico di Danzica
- Politecnico della Slesia a Gliwice
- Politecnico della Santacroce a Kielce
- Politecnico di Koszalin
- Politecnico di Łódź
- Politecnico di Lublino
- Politecnico di Opole
- Politecnico di Poznań
- Università di tecnologia e studi umanistici Kazimierz Pułaski di Radom
- Politecnico di Rzeszów
- Università tecnologica della Pomerania Occidentale a Stettino
- Politecnico di Varsavia

 Portogallo
- Università di Porto

 Rep. Ceca
- Università Tecnica Ceca di Praga

 Romania
- Università Politecnica di Bucarest

 Russia
- Università tecnica statale moscovita N. Ė. Bauman
- Università politecnica di San Pietroburgo Pietro il Grande

 Spagna
- Escuela Politécnica Superior de Algeciras, appartenente all'Università di Cadice
- Università politecnica della Catalogna
- Universidad Politécnica de Cartagena
- Università politecnica di Madrid
- Università politecnica di Valencia

 Stati Uniti
- California Institute of Technology
- California Polytechnic State University
- Massachusetts Institute of Technology
- Michigan Technological University
- Politecnico dell'Università di New York, scuola appartenente all'Università di New York
- Rensselaer Polytechnic Institute a Troy (New York)
- Virginia Polytechnic Institute and State University

 Svezia
- Istituto reale di tecnologia
- Università di tecnologia Chalmers

 Svizzera
- Scuola politecnica federale di Losanna
- Politecnico federale di Zurigo

 Tunisia
- École polytechnique de Tunisie, scuola appartenente all'Università di Cartagine

 Turchia
- Università tecnica di Istanbul

 Ucraina
- Istituto Politecnico di Kiev
- Politecnico di Leopoli

 Ungheria
- Università di Tecnologia e di Economia di Budapest